# Mariana-Venera Popescu
Mariana-Venera Popescu (n. 16 august 1974, Craiova, România) este un deputat român, ales în 2016.